# قاعدة الملك فيصل الجوية
قاعدة الملك فيصل الجوية هي قاعدة جوية تابعة للقوات الجوية الملكية السعودية تقع على بعد 3 كم عن مدينة تبوك. تشترك القاعدة في بعض المنشآت كالمدارج مع مطار الأمير سلطان بن عبد العزيز الدولي و الذي يخدم أيضا العديد من البلدات التابعة لمنطقة تبوك كبلدة القليبة وبلدة بئر بن هرماس ومدينة ضباء ومدينة تيماء ومدينة حقل. بني المطار في أوائل السبعينات وكان عبارة عن مهبط ترابي إلى أن تم تطويره على مراحل حتى أصبح قاعدة جوية متطورة ومطارا دوليا حين افتتح عام 1978. تتجلى أهمية القاعدة الاستراتيجية لقربها من الحدود الأردنية و من فلسطين المحتلة إذ أنها خط الدفاع الأول للمملكة ضد أي عدوان إسرائيلي.

## كلية الملك فيصل الجوية
القاعدة أيضا مقر لكلية الملك فيصل الجوية و هي الكلية العسكرية الجوية الرئيسة في المملكة، والتي تدرب وتخرج سنويا ضباط القوات الجوية الملكية السعودية في مختلف التخصصات كطيارين وفنيي طائرات ومراقبين جويين.

## الأسراب
القاعدة هي مقر الجناح السابع والذي يتكون من:
السرب الثاني: يحتوي على طائرات إف-15 سي، إف-15 دي.
السرب الواحد والعشرون: يحتوي على طائرات هوك Mk65.
السرب السابع والثلاثون: يحتوي على طائرات هوك Mk65.
السرب التاسع والسبعون: يحتوي على طائرات هوك Mk65.
السرب الثامن والثمانون: يحتوي على طائرات هوك Mk65.